# Christoph Mohamad-Klotzbach
Christoph Mohamad-Klotzbach (* 1981) ist ein deutscher Politikwissenschaftler und Wissenschaftlicher Mitarbeiter am Institut für Politikwissenschaft und Soziologie der Julius-Maximilians-Universität Würzburg.

## Leben und Werdegang
Mohamad-Klotzbach studierte von Oktober 2002 bis Januar 2010 Politikwissenschaft, Soziologie und Neueste Geschichte an der Universität Würzburg. Seine Magisterarbeit trug den Titel Staatlichkeit und Staatszerfall im Libanon (1943–2008). Eine Analyse zur Dynamik von Herrschaft. Im Juli 2019 promovierte er an der Julius-Maximilians-Universität Würzburg mit einer Dissertation zum Thema Die Messung von Cleavage-Systemen in Demokratien.

## Forschung und Lehre
Seit Oktober 2010 ist Mohamad-Klotzbach wissenschaftlicher Mitarbeiter am Lehrstuhl für Vergleichende Politikwissenschaft und Systemlehre der Universität Würzburg. Seine Forschungsschwerpunkte umfassen Demokratieforschung, insbesondere im Kontext der politischen Kulturforschung, Wahlen und Wahlverhalten, Parteienforschung, Staatlichkeitsforschung und Sozialkapitalforschung.
Von April 2019 bis September 2022 war er Koordinator der DFG-Forschungsgruppe 2757 „Lokale Selbstregelungen im Kontext schwacher Staatlichkeit in Antike und Moderne“. Zudem ist er seit 2023 Mitglied im Editorial Board der Zeitschrift für Vergleichende Politikwissenschaft (ZfVP) und seit 2024 im Editorial Board der Annual Review for the Sciences of the Democracies.

## Publikationen (Auswahl)
- Die Messung von Cleavages: Rekonzeptualisierung und empirische Analyse am Beispiel der Bundesrepublik Deutschland (2006–2013). res publica Wissenschaftsverlag, Eberswalde 2023, ISBN 978-3-95968-086-8.
- mit Dominique Krüger und Rene Pfeilschifter: Local self-governance in Antiquity and in the global South : theoretical and empirical insights from an interdisciplinary perspective. De Gruyter, Berlin 2023, ISBN 978-3-11-079624-7.
- mit Wolfgang Muno, Christoph Wagner und Thomas Kestler: Staat, Rechtsstaat und Demokratie: konzeptionelle und aktuelle Diskussionen in der vergleichenden Politikwissenschaft. Springer VS, Wiesbaden 2022, ISBN 978-3-658-38758-7.